# Licinia Cassia
Licinia Cassia va ser el nom de tres lleis romanes.
La primera es va establir a proposta dels cònsols Publi Licini Cras i Gai Cassi Longí el 171 aC. Determinava que els tribuns militars de cada any no fossin escollits pels comicis sinó que serien elegits pels cònsols i els pretors lliurement.
El mateix any 171 aC es va adoptar la segona llei, que ordenava demanar explicacions a Perseu de Macedònia per les infraccions del tractat d'aliança concertat amb el seu pare Filip V de Macedònia i després renovat amb ell mateix; també se li demanaven explicacions i satisfaccions per les guerres i perjudicis a estats socis de Roma, i pels preparatius bèl·lics que estava fent. En cas de no obtenir satisfacció es declarava la guerra (com efectivament va passar).
La tercera llei va ser aprovada l'any 147 aC sota els cònsols Publi Corneli Escipió Emilià Africà Menor i Gai Livi Emilià Drus. Es va establir a proposta d'un tribú de la plebs de nom desconegut. Aquesta llei encarregava a Escipió la direcció de la Tercera Guerra Púnica.